# Polystichum guadalupense
Polystichum guadalupense är en träjonväxtart som beskrevs av Fée. Polystichum guadalupense ingår i släktet Polystichum och familjen Dryopteridaceae. Inga underarter finns listade.